# Tituly a vyznamenání Chulalongkorna

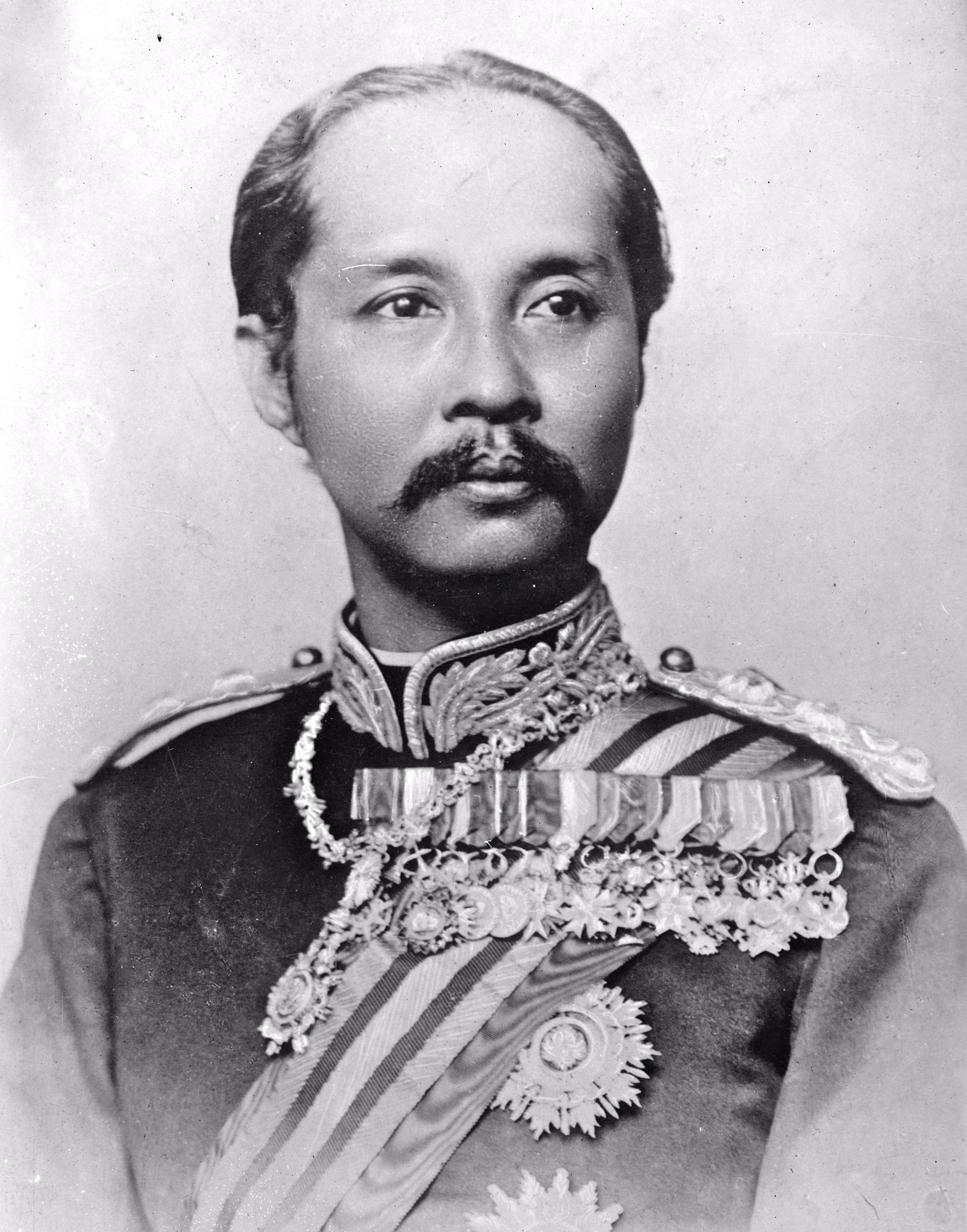
Král Ráma V. v uniformě zdobené řadou vyznamenání

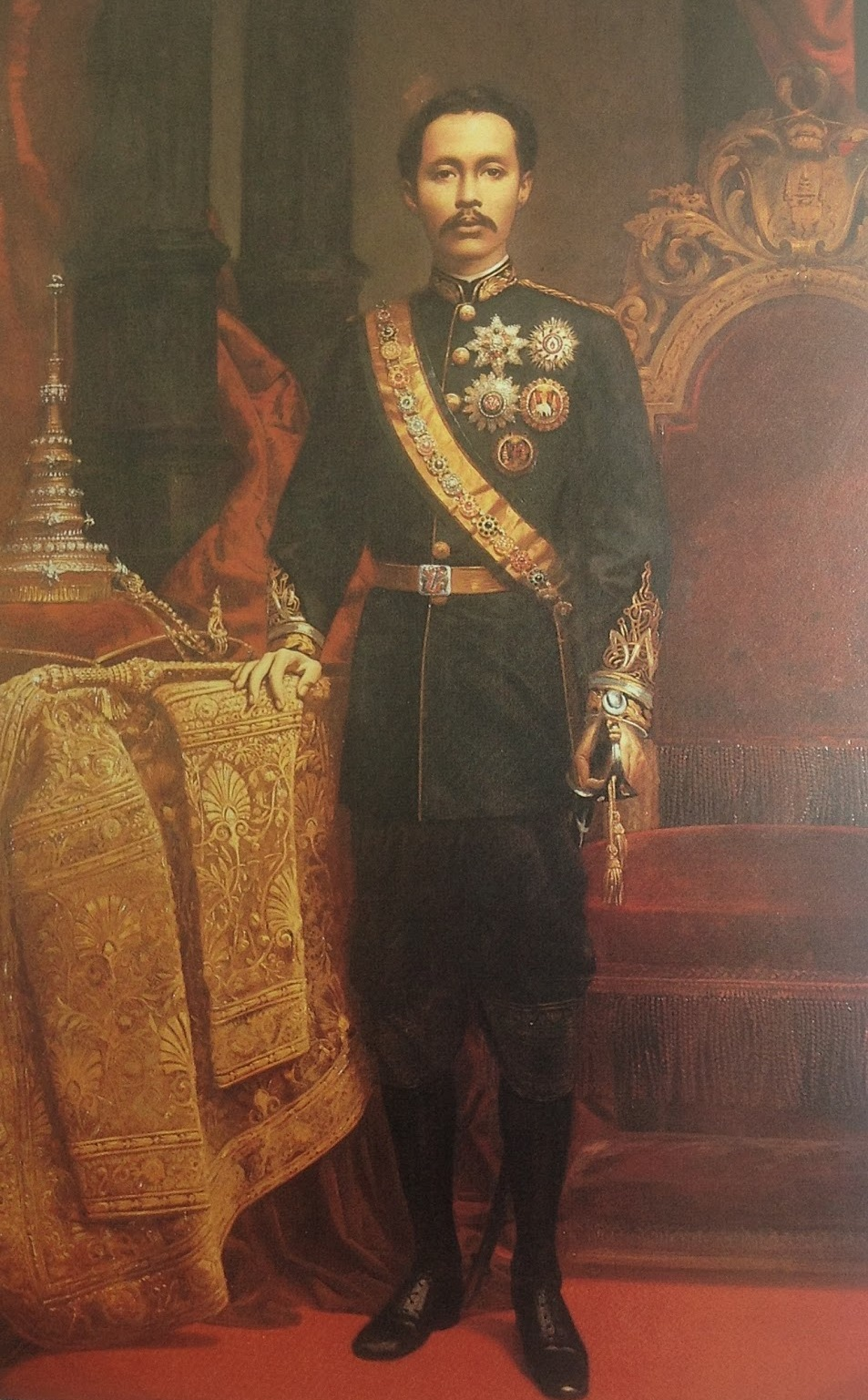
Portrét krále Chulalongkorna v uniformě zdobené vyznamenáními

Thajský král Chulalongkorn, celým jménem Phra Bat Somdet Phra Boramin Thara Maha Chulalongkorn Phra Chula Chom Klao Chao Yoo Hua, či známý i jako Ráma V. obdržel během svého života řadu národních i zahraničních vyznamenání. V době své vlády v letech 1868 až 1910 byl také velmistrem thajských řádů.

## Vojenské hodnosti

Královský erb užívaný během vlády krále Chulalongkorna v letech 1873 až 1910

- polní maršál Královské thajské armády[1]
- admirál loďstva Thajského královského námořnictva[2]

## Vyznamenání

### Thajská vyznamenání
Během své vlády od 1. října 1868 do 23. října 1910 byl velmistrem thajských řádů:
- velkokříž s řetězem Řádu bílého slona
- rytíř s řetězem Řádu devíti drahokamů
- zakladatel a velmistr Řádu thajské koruny
- zakladatel a velmistr Řádu Chula Chom Klao
- zakladatel a velmistr Řádu Mahá Čakrí
- Dushdi Mala Medal
- Chakra Mala Medal
- Medaile královského monogramu krále Rámy IV.
- Medaile královského monogramu krále Rámy V.
- Medaile Rajaruchi krále Rámy V.

### Zahraniční vyznamenání
- Bádenské velkovévodství
  -  rytíř Domácího řádu věrnosti – 1897[3]
- Bavorské království
  -  Řád svatého Huberta – 1906[4]

- Brunšvické vévodství
  -  velkokříž Řádu Jindřicha Lva – 1907[5]

- Dánsko
  -  rytíř Řádu slona – 8. ledna 1892[6]
- Francie
  -  velkokříž Řádu čestné legie – 1908
- Havajské království
  -  velkokříž s řetězem Řádu Kamehamehy I. – 1881[7]
- Italské království
  -  rytíř Řádu zvěstování – 24. prosince 1891[8]
  -  rytíř velkokříže Řádu svatého Mořice a Lazara – 1887[9]
  -  rytíř velkokříže Řádu italské koruny – 1862
- Japonsko
  -  velkostuha Řádu chryzantémy – 6. října 1887[10]
- Norsko
  -  velkokříž s řetězem Řádu svatého Olafa – 23. listopadu 1884[11]
- Portugalsko
  -  Stuha tří řádů – 1897[12]
  -  velkokříž Řádu věže a meče – 1897
- Pruské království
  -  rytíř Řádu černé orlice – 1897
- Rakousko-Uhersko
  -  1037. rytíř velkokříž Královského uherského řádu svatého Štěpána – 1868[13]
- Ruské impérium
  -  rytíř Řádu svatého Ondřeje – 1891[14]
- Řecko
  -  velkokříž Řádu Spasitele – 1908
- Spojené království
  -  čestný rytí velkokříže Řádu sv. Michala a sv. Jiří – 3. srpna 1878[15]
- Španělsko
  -  rytíř velkokříže Řádu Karla III. – 5. srpna 1871[16]
  -  rytíř velkokříže s řetězem Řádu Karla III. – 16. října 1897[17]
- Švédsko-norská unie
  -  rytíř Řádu Serafínů – 11. července 1887[18]